# Lusail
Lusail (tiếng Ả Rập: لوسيل) là một thành phố được quy hoạch của Qatar, nằm trên bờ biển phía nam đô thị Al Daayen. Lusail nằm cách trung tâm thành phố Doha 23 kilômét (14 mi) về phía bắc, có diện tích 38 kilômét vuông (15 dặm vuông Anh) và dự kiến là nơi sinh sống của 450,000 người.

## Quận
| Số    | Tên quận                                      | Khu vực (ha.) | Dân số  | Dân số dự kiến | Mật độ xây dựng / Cao      |
| ----- | --------------------------------------------- | ------------- | ------- | -------------- | -------------------------- |
| 1     | Quận Golf                                     | 366           | 29,000  | 22,000         | Thấp / 2–5 cấp độ          |
| 2     | Quận Bắc Khu dân cư / Quận Bờ sông khu dân cư | 126 / 52      | 7,100   | 5,400          | Thấp / 2 cấp độ            |
| 3     | Al Kharayej Towers                            | 29            | 11,000  | 10,500         | Medium–high / 15–20 levels |
| 4     | Stadium District                              | 100           | 86,250  | N/A            | N/A                        |
| 5     | Waterfront Residential District               | 53            | 19,000  | 17,000         | Low–high / 20–36 levels    |
| 6     | Energy City 1                                 | 72            | 25,000  | Nil            | Medium / 4 levels          |
| 7     | Waterfront Commercial District                | 54            | 29,700  | 9,600          | Medium–high / 3–15 levels  |
| 8     | Fox Hills (Jabal Thuaileb)                    | 168           | 50,000  | 38,600         | Medium / 5–8 levels        |
| 9     | Al Erkyah                                     | 26            | 12,000  | 10,600         | Medium / 8–10 levels       |
| 10    | Energy City 2                                 | 46            | 20,700  | 18,000         | Medium / 5–7 levels        |
| 11    | Entertainment City                            | 98            | 32,400  | 8,400          | Medium / 4–13 levels       |
| 12    | Entertainment Island                          | 23            | 4,200   | N/A            | Medium / 2–12 levels       |
| 13    | Medical and Education District                | 164           | N/A     | N/A            | N/A                        |
| 14    | Qatar Petroleum District                      | 45            | N/A     | N/A            | N/A                        |
| 15    | Marina District                               | 188           | 103,900 | 31,000         | High / 15–60 levels        |
| 16    | Qetaifan Islands                              | 256           | 37,500  | 22,000         | Low / 2–4 levels           |
| 17    | Boulevard Commercial                          | 52            | 20,900  | 5,500          | Low–medium / 3–6 levels    |
| 18    | Lusail Towers                                 | 16            | 19,300  | Nil            | High / 55–80 levels        |
| Total | Total                                         | 1,944         | –       | –              | –                          |